# Episodi di StartUp (terza stagione)
La terza stagione della serie televisiva StartUp, composta da 10 episodi, è stata resa disponibile sul servizio on demand Crackle il 1º Novembre 2018.
In Italia, la stagione è stata interamente pubblicata il 29 Agosto 2019 sul servizio on demand Prime Video.
| nº | Titolo originale   | Titolo italiano         | Pubblicazione USA | Pubblicazione Italia |
| -- | ------------------ | ----------------------- | ----------------- | -------------------- |
| 1  | Rebranding         | Nuovo brand             | 1º Novembre 2018  | 29 Agosto 2019       |
| 2  | Sweat Equity       | Il duro lavoro          | 1º Novembre 2018  | 29 Agosto 2019       |
| 3  | Guerilla           | Guerriglia              | 1º Novembre 2018  | 29 Agosto 2019       |
| 4  | Depreciation       | Svalutazione            | 1º Novembre 2018  | 29 Agosto 2019       |
| 5  | Diversification    | Diversificazione        | 1º Novembre 2018  | 29 Agosto 2019       |
| 6  | Authentication     | Autenticazione          | 1º Novembre 2018  | 29 Agosto 2019       |
| 7  | Limited Liability  | Responsabilità limitata | 1º Novembre 2018  | 29 Agosto 2019       |
| 8  | Profit and Loss    | Profitti e perdite      | 1º Novembre 2018  | 29 Agosto 2019       |
| 9  | Questionable Costs | Costi discutibili       | 1º Novembre 2018  | 29 Agosto 2019       |
| 10 | Trading Up         | Trattative al rialzo    | 1º Novembre 2018  | 29 Agosto 2019       |